# Коскороба
Коскороба (Coscoroba coscoroba) — водоплавний птах родини качкових. Єдиний вид роду Coscoroba.

## Опис
Коскороби нагадують лебедів, але менше їх в розмірах. Тим не менш, це великі птахи: їх середня маса — 4,2 кг, довжина — 1 м, розмах крил — 1,57 м.
Забарвлення коскороби — біле з чорними перами на кінцях крил, дзьоб і лапи — червоні. Статевий диморфізм не виражений.

## Поширення
Коскороби живуть в Південній Америці. Регіон розмноження — від південної частини Чилі та центральної Аргентини до провінції Тьерра-дель-Фуего в Чилі і Фолклендських островів. Взимку птахи перелітають на північ в центральне Чилі, північну Аргентину, Уругвай та південно-східну частину Бразилії.
Середовище проживання — вкриті рослинністю болота та лагуни. Живиться коскороба головним чином травою та маленькими водоростями, іноді мідіями або рибою. Популяція оцінена в 100000 птахів.
Поки самки висиджують яйця, самці охороняють гнізда. Після вилуплення самці захищають пташенят від хижаків. Коскороба живе приблизно до 20 років.